# Velký Malahov
Velký Malahov är en ort i Tjeckien.   Den ligger i regionen Plzeň, i den västra delen av landet, 120 km väster om huvudstaden Prag. Velký Malahov ligger 507 meter över havet och antalet invånare är 262.
Terrängen runt Velký Malahov är huvudsakligen platt. Velký Malahov ligger uppe på en höjd.Runt Velký Malahov är det ganska tätbefolkat, med 134 invånare per kvadratkilometer. Närmaste större samhälle är Stříbro, 15,0 km norr om Velký Malahov. Trakten runt Velký Malahov består till största delen av jordbruksmark.